# Allium aflatunense
Espèce
Classification APG III (2009)

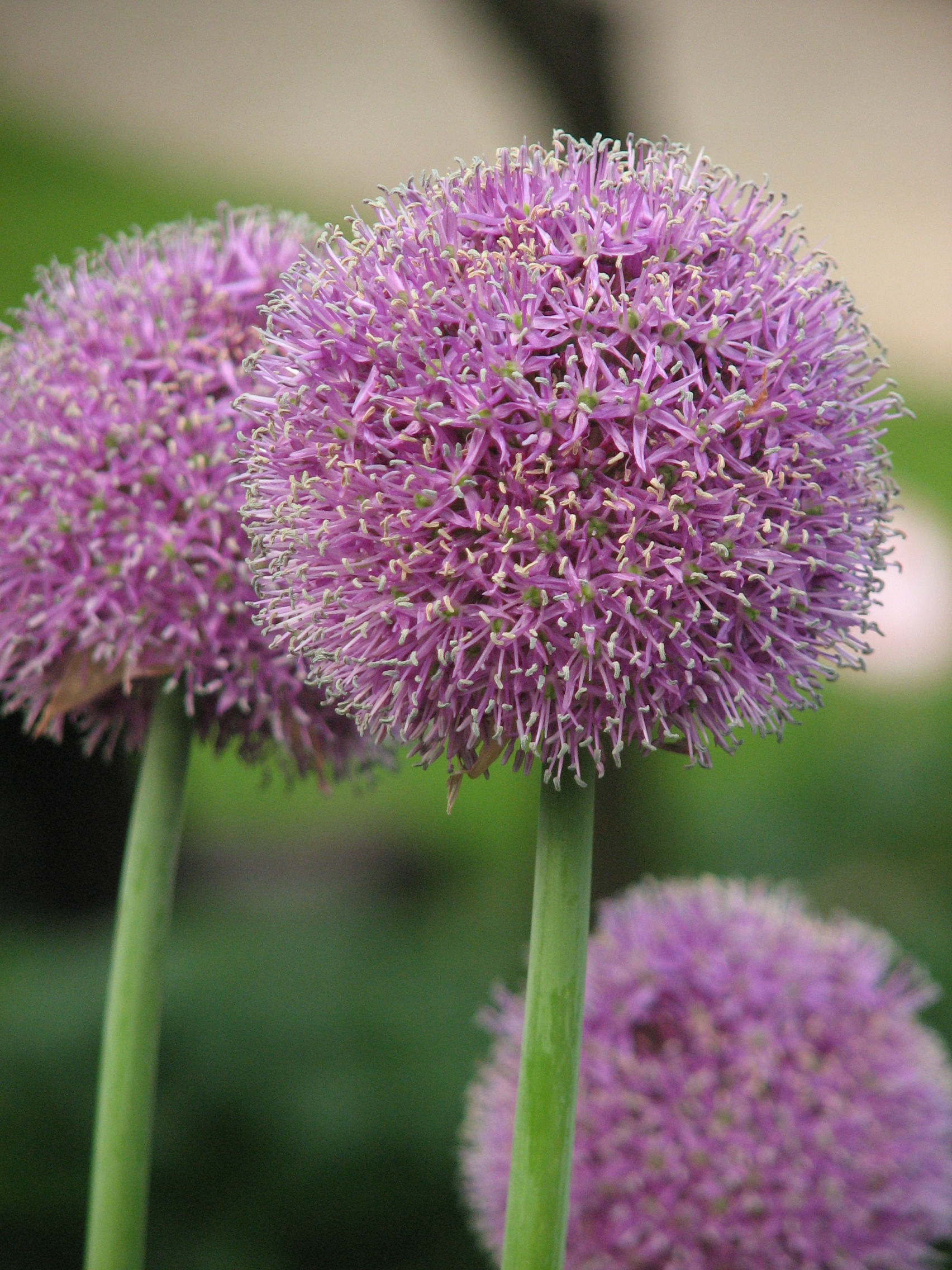
inflorescences.

Allium aflatunense, l'Ail d'Aflatun ou Ail d'Asie mineure, est une espèce de plante herbacée, bulbeuse et vivace appartenant à la famille des Amaryllidacées. Elle est originaire d'Asie centrale et est couramment utilisée comme plante ornementale.

## Description
« Cette espèce fait partie des oignons dits d'ornement. Elle produit une rosette basale de feuilles d'où naît une hampe florale creuse, de 75 à 120 cm, qui supporte une ombelle avec de minuscules fleurs violettes.

## Taxonomía
'Allium aflatunense a été décrit par Boris Fedtchenko et publié dans Bull. herbe. Boissier II, 4 : 917 1904,,,.